# Edling
Edling è un comune tedesco di 4 159 abitanti, situato nel land della Baviera.